# ロサリン・ヤロー
ロサリン・サスマン・ヤロー（Rosalyn Sussman Yalow, 1921年7月19日 - 2011年5月30日）は、アメリカ合衆国の医学研究者である。放射免疫測定技術の開発により、ロジェ・ギルマン、アンドリュー・ウィクター・シャリーと共に1977年度のノーベル生理学・医学賞を受賞した。

## 生涯
ロサリンはニューヨーク市で、サイモン・サスマンとクララ・ジッパーの間に生まれた。ユダヤ系である。彼女は、ワルデン高校に進学し、物理学に興味を持った。彼女はタイプライターを習得し、コロンビア大学の生化学部長であるルドルフ・ショーエンハイマーの秘書となった。しかし女性に対して財政的な支援をしてくれる大学院がなかったため、彼女は速記の勉強をして、コロンビア大学の別の生化学者であるマイケル・ハイデルベルガー（1967年アメリカ国家科学賞受賞）の秘書となった。彼女は、1941年1月にニューヨーク市立大学ハンター校を卒業した。
2月中旬、第二次世界大戦が近づき、男性が徴兵されてポストに空きができたため、彼女はイリノイ大学アーバナ・シャンペーン校で物理学の指導助手に採用された。この夏、彼女は政府の後援でニューヨーク大学で行われていた、無料の物理学講座に2度参加していた。イリノイ大学では、彼女は1917年以来初めての、そして部局の400人のメンバーの中で唯一の女性であった。
1943年6月、フェローの学生でラビの息子のアーロン・ヤローと結婚。2人の子供をもうけた。1945年に博士号を取得した。
卒業後、彼女はブロンクスの病院に勤務し、放射線医学部門の立ち上げに参加した。そこで彼女はソロモン・バーソンと共同で、血液中の極少量の物質を検出できる、放射性同位体追跡の技術を開発した。始めは糖尿病患者のインスリンレベルを測定するのに使われたが、後にホルモン、ビタミン、酵素など、これまでは少量すぎて測定できなかった様々な物質の測定に使われるようになった。商業的に大きな可能性があったにもかかわらず、ヤローとバーソンは特許を取らなかった。
1968年、彼女はマウントサイナイ医科大学の教授に採用され、のちに同大学のディスティングイッシュトプロフェッサーとなった。ロサリンは、1940年に始めてブロンクスで勤めた時に購入したリバーデイルの自宅に住んでいた。彼女は、2011年3月30日ブロンクスで89歳で死去した。

## 受賞歴
- 1972年 ディクソン賞医学部門、フレッド・コンラッド・コッホ賞
- 1975年 アメリカ医学会のAMA科学賞
- 1976年 アルバート・ラスカー基礎医学研究賞 初の女性受賞者
- 1977年 ノーベル生理学・医学賞
- 1988年 アメリカ国家科学賞